# 格洛克33手槍
格洛克33（Glock 33）是一款由奧地利格洛克公司設計及生產的手枪，是格洛克27的.357 SIG口徑版本，標凖彈匣為9發。

## 設計
格洛克33發射.357 SIG彈藥，裝有改良過的套筒及套筒導軌，對應.357 SIG的槍管，外型與格洛克27非常相似。
格洛克33在推出時已經是以第三版本（即第三代格洛克33）之姿出現。另外亦在握把上有手指凹槽。其後經歷了一次修改版本，最新的版本稱為第四代格洛克33（英語：4th generation Glock 33）。第四代會在套筒上型號位置加上“Gen4”以玆識別。
2011年開始，新推出的格洛克33為了大大提高人機工效，採用了與第四代格洛克33新紋理，握把由粗糙表面改凹陷表面，而握把略為縮小，亦且由過往不能更換改為可以更換握把片（分別是中形和大形，亦可以不裝上握把片直接使用），以調整握把尺寸，更適合不同的手形。亦會有經改進的彈匣設計，以便左右手皆可以直接按下加大化的彈匣卡榫以更換彈匣，亦可以與舊式彈匣共用，但只可以右手按下彈匣卡榫以更換彈匣。

## 資料來源
1. ↑  Glock.com的格洛克33技術資料 的存檔，存档日期2013-07-19.

## 外部連結
- （英文）—格洛克官方主頁
- （英文）—GLOCK MODEL 33 （页面存档备份，存于）
- （英文）—Tactical-Life.com—
  - Massad Ayoob: 8 Subcompact Glocks Perfect For Backup Duty （页面存档备份，存于）
  - Glocks Galore: The Ultimate Glock Buyer’s Guide （页面存档备份，存于）
- （简体中文）—D Boy Gun World（GLOCK 33） （页面存档备份，存于）